# Orimarga (Orimarga) attenuata
Orimarga (Orimarga) attenuata is een tweevleugelige uit de familie steltmuggen (Limoniidae). De soort komt voor in het Palearctisch gebied.